# Ваздухоплов
Ваздухоплов је направа која се креће у атмосфери (ваздуху) физички одвојена од површине земље и то укључује летилице са фиксним и ротационим крилом; чврсте и мекане конструкције; теже и лакше од ваздуха. Ваздухоплов који се креће кроз ваздух и има сопствени погон се обично назива летелица. Он се супротставља сили гравитације користећи статичко подизање или динамичко подизање аеропрофила, или у неким случајевима потисак надоле из млазног мотора. Уобичајени примери ваздухоплова обухватају авионе, хеликоптере, ваздушне бродове (укључујући блимпове), једрилице, и балоне на врући ваздух.
Ваздухоплов је справа која је у стању да се са својим сопственим средствима одржава у ваздуху, лебди или лети. Могу се поделити у две групе: аеростати (балони, ваздушни брод, дирижабл) и аеродини (авион, хеликоптер).
Људска активност која је везана за ваздухоплове се зове „авијација“. Ваздухопловом са посадом управља пилот, док беспилотне летелице могу да буду даљински контролисане или самоконтролисане рачунаром. Ваздухоплови се могу класификовати по различитим критеријумима, као што су тип уздизања, погон ваздухоплова, употреба и друго.

## Врсте ваздухоплова
Према основама на којима се заснива моћ летења тј. одржавања у ваздуху, ваздухоплови се деле на две врсте:
- ваздухоплови лакши од ваздуха (статичке летеће машине) или аеростати
- ваздухоплови тежи од ваздуха (динамичке летеће машине) или аеродини.

### Лакши од ваздуха – аеростати
Ваздухоплови лакши од ваздуха осигуравају узгон по Архимедовом начелу, будући да им је густина мања од густине околног ваздуха којег такав ваздухоплов истискује. Ови ваздухоплови су познати и под именом балони. Аеростати користе узгон да плутају у ваздуху на исти начин на који бродови плутају по води. Оне се одликују једном или више великих врећа испуњених гасом релативно ниске густине, као што су хелијум, водоник или врући ваздух, који је мање густ од околног ваздуха. Када се тежина тог гаса дода тежини конструкције ваздухоплова, летилица има исту тежину као и ваздух који је њом истиснут. 
Мали балони с топлим ваздухом звани летећи фењери први пут су измишљени у древној Кини пре трећег века п. н. е. и углавном су кориштени при културним прославама. Они су били други познати тип летећег објекта, при чему је први тип летећег објекта био змај, исто тако измишљен у древној Кини пре пар хиљаде година (погледајте династија Хан).
Први ваздухоплов лакши од ваздуха био је балон пун топлог ваздуха који су саградила браћа Монголфје и који је 15. октобра 1783. успешно летео нешто више од 4 минуте. Таквим балоном није се могло летети у смеру по жељи посаде и путника, него се кретао ношен ветром.
Велики преокрет направио је Давид Шварц, који је направио први управљиви ваздушни балон с металном конструкцијом. У његову част издана је и посебна медаља. Међутим заслуге су припале немачком грофу Цепелину који је пројект откупио од Шварцове удовице, те конструисао прототип 1897. године. За управљиве балоне се стога често користе имена „цепелин“ или „дирижабл“ (од француског dirigeable, управљив). Шварц је током пројектовања радио и на материјалима, чиме је отворио пут открићу лагане и чврсте легуре алуминијума, познате под именима дурал, дуралуминијум, или Шварцов алуминијум, која је и данас врло популаран материјал за израду ваздухоплова.
Балон је оригинално био било који аеростат, док је термин ваздушни брод кориштен за велике, покретне авионске дизајне, обично с фиксним крилима. Године 1919, Фредерик Хендли Пејџ је користио назив „брод од ваздуха”, као и назив „ваздушна јахта” за мање путничке типове. Током 1930-их, велики међународни летећи бродови су исто тако понекад били називани „бродовима од ваздуха” или „летећим бродовима” – мада ни један у то време још увек није био изграђен. Појавом погонских балона, званих дирижабл балонима, и касније ригидних бродских трупова који омогућавају велико повећање величине, почео је да се мења начин на који су ове речи коришћене. Израђени су огромни погонски аеростати, које карактерише крути спољни оквир и одвојени аеродинамички покривни плашт око врећа за гас, међу којима су највећи и најпознатији Цепелини. Још увек није било ваздухоплова са фиксним крилом или неригидних балона довољно великих да би се назвали вазушним бродовима, тако да је термин „ваздушни брод” постао синонимом са овим авионом. Затим је неколико несрећа, као што је Хинденбуршка катастрофа из 1937. године, довело до изласка ваздушних бродова из употребе. У данашње време је „балон” непогонски аеростат, а „ваздушни брод” има погон.
Погонски аеростат с којим се може кормиларити се назива дирижабл. Понекад се овај израз примењује само на неригидне балоне, а понекад се и дирижабл балон  сматра дефиницијом ваздушног пловила (које онда може бити круто или некруто). Флексибилне дирижабле карактерише умерено аеродинамична гасна врећа са стабилизационим плавим плочама на задњој страни. Они су ускоро постали познати као блимпови. Током Другог светског рата, овај облик је био широко прихваћен за балоне привезане за земљу; у ветровитом времену, ово смањује напрезање на привезни конопац и стабилизује балон. Надимак блимп је усвојен заједно са обликом. У модерним временима, било који мали дирижабл или ваздушни брод се зове блимп, мада се блимп може да буде опремљен погонским механизмом.

### Тежи од ваздуха – аеродини
У ову групу спадају сви ваздухоплови чија је тежина већа од тежине истиснутог ваздуха и лете на основи постојања аеродинамичке носеће силе узгона која се супротставља деловању властите тежине летилице. Ваздухоплови тежи од ваздуха остварују узгон тако да се део ваздухоплова посебног облика, крила, крећу кроз ваздух чиме се производи аеродинамичка сила, чија једна компонента је усмерена увис. Од тог динамичког кретања кроз ваздух води порекло термин аеродин. Постоје два начина да се произведе динамички узгон: аеродинамичко подизање, и погонско подизање у виду потиска мотора.
Аеродинамичко подизање помоћу крила се најчешће среће, при чему се ваздухоплов са фиксним крилом одржава у ваздуху путем кретања крила унапред, а код ротокоптера помоћу ротирајућих криластих ротора који се понекад називају ротирајућим крилима. Кроло је равна, хоризонтална површина, обично обликован у попречном пресеку као аеропрофил. Да би се летело, ваздух мора да протиче преко крила и да ствара узгон. Флексибилно крило је крило направљено од тканине или танког плочастог материјала, често растегнутих преко ригидног оквира. Змај је привезан за тло и ослања се на брзину ветра преко крила, која могу бити флексибилна или крута, фиксна или ротирајућа.
При погонском подизању, ваздухоплов усмерава свој потисак мотора вертикално надоле. V/STOL ваздухоплови, као што су Харијер џамп џет и  се подижу и спуштају вертикално користећи погонско подизање и прелазе на аеродинамично подизање у сталном лету.
Чиста ракета се обично не сматра аеродином, јер не зависи од ваздуха за своје подизање (и може чак да лети у свемиру); међутим, многа аеродинамички подизана возила покрећу или им помажу ракетни мотори. Пројектили са ракетним погоном који имају аеродинамичко подизање при веома великој брзини због протока ваздуха преко њихових тела су маргинални случај.

#### Ваздухоплови с непокретним крилом
Ако су крила ваздухоплова непомична, рецимо спојена на труп, тада се цели ваздухоплов мора кретати кроз ваздух да би му крила могла остварити потребан узгон. Такви се ваздухоплови називају авиони. Да би такав ваздухоплов могао полетети, он већ на земљи мора постићи довољну брзину кретања кроз ваздух, те му је потребан аеродром с довољно дугачком узлетно-слетном стазом („пистом“).
Претеча авиона са фиксним крилом је змај. Док се ваздухоплов са фиксним крилима ослања на брзину кретања унапред за стварање протока ваздуха преко крила, змај је везан за земљу и ослања се на ветар који дува преко крила како би се обезбедило подизање. Змајеви су били први вид ваздухоплова који је летео. Они су изумљени у Кини око 500. године п. н. е. Много аеродинамичког истраживања је обављено са змајевима пре него што су постали доступни тестни авиони, аеротунели и рачунарски програми за моделовање.
Први ваздухоплови тежи од ваздуха који су имали способност контролисаног лета биле су лебдилице. Један од модела који је дизајнирао Џорџ Кејли извео је први контролисани лет са пилотом 1853. године.
Практичне, погонске, ваздухоплове са фиксним крилима (авион или ваздушно пловило) изумели су Вилбур и Орвил Рајт. Осим метода пропулзије, ваздухоплове са фиксним крилима генерално карактеришу њихове конфигурације крила. Најважније карактеристике крила су:
- Број крила – једнокрилац, двокрилац, итд.
- Подршка крила – конусна или носачка, крута или флексибилна.
- Крилна платформа – укључујући аспектни однос, угао стреле, и све варијације дуж распона (укључујући важну класу делта крила[18][19]).
- Локација хоризонталних стабилизатора, ако их има.
- Диедрални угао – позитиван, нулти, или негативан (анедрални).

Ваздухоплов варијабилне геометрије може да промени своју конфигурацију крила током лета.
Летеће крило нема трупа, иако може имати мале мехуре или наборе. Насупрот овоме је подизно тело, које нема крила, мада може да има мале стабилизујуће и контролне површине.
Екранопланске летилице се не сматрају ваздухопловом. Оне ефикасно „лете” близо површине земље или воде, попут конвенционалног авиона током полетања. Пример је руски екраноплан (с надимком „чудовиште Каспијског мора”). Летилице на људски погон исто тако се ослањају на површински учинак да се задрже у ваздуху уз минимални утрошак снаге пилота, мада једини разлог за то је што оне имају тако слаб погон — иначе су способне да лете више.

#### Ваздухоплови с покретним крилима
Крила ваздухоплова могу бити покретна, тако да се врте око осе, и тада се називају краковима, а читав склоп таквих крила и заједничке осовине се назива ротор. Ваздухоплови с оваквим конструкцијским решењем су хеликоптери и аутожири. Битно својство које хеликоптер остварује употребом погоњеног ротора је могућност лебдења у месту, попут балона, а уз одговарајући састав управљања може се кретати у свим смеровима.
Хеликоптери имају ротор који се окреће на моторни погон. Ротор гура ваздух надоле како би створио потисак. Нагињањем ротора унапред, проток наниже бива нагнут уназад, стварајући потисак за лет унапред. Неки хеликоптери имају више од једног ротора, а неколико њих има роторе које окрећу гасне млазнице на врховима.
Аутожири имају безпогонске роторе, са засебном погонском силом којом се обезбеђује потисак. Ротор је нагнут уназад. Како се аутожир помера унапред, ваздух дува навише према ротору, што изазива његово окретање. Ово окретање повећава брзину протока ваздуха преко ротора, што пружа потисак. Роторски змајеви су аутожирови без погона, који су повлаче да би им се дала брзина унапред или се прикаче на статички анкер при јаком ветру у коме змај лети.
Цикложири ротирају своја крила око хоризонталне осе.
Комбиновани роторкрафт има крила која пружају делимичан или потпун потисак при лету унапред. Они се у данашње време класификују као типови са погонским подизањем, а не као ротокрафти. Тилтороторни ваздухоплов (као што је V-22 Оспри), тилтвинг, тејлситер, и колеоптер ваздухоплов имају своје роторе/пропелере хоризонтално за вертикални лет и вертикално за лет унапред.

#### Други методи подизања
- Подизно тело је тело ваздухоплова које је обликовано да производи потисак. Ако постоје крила, она су премала да би пружила значајно подизање и користе се само за стабилност и контролу. Подизна тела нису ефикасна: она пате од великог повлачења и такође морају путовати великом брзином како би се створило довољно потиска за летење. Многи од истраживачких прототипа, као што је Мартин-Маријета X-24,[30][31] који је довео до развоја Спејс-шатла,[32] су били подизна тела (мада сам шатл то није). Исто тако суперсонични пројектили добијају подизање из протока ваздуха преко цевастог тела.
- Ваздухоплови са погонским подизањем се ослањају на мотор при вертикалном подизању и слетању (VTOL).[33][34] Већина типова прелази на подизање са фиксним крилима при хоризонталном лету. Класе типова ваздухоплова са погонским подизањем обухватају VTOL млазни авион (као што је Харијер џамп џет[35][36]) и тилтроторе (као што је  Оспри[37][38]), између осталих. Неколико експерименталних дизајна се у потпуности ослања на моторни потисак за обезбеђивање подизања током целог лета, укључујући личне лебдеће платформе и ракетне појасе. VTOL истраживачки пројекти обухватају летећег бедстеда.[39][40]
- Флетнеров ваздухоплов користи ротирајући цилиндар уместо фиксног крила, и подиже се помоћу магнусовог ефекта.
- Орникоптер добија потисак тако што замахује крилима.

## Ваздухоплови мекане конструкције
- Падобран
- Параглајдер
- Балон

## Димензије ваздухоплова
Основне димензије ваздухоплова које се наводе приликом његовог описа су његова дужина, висина, распон крила и површина крила. Дужина (3) се мери од носа ваздухоплова до најистуренијег дела репних површина. Висина (2) се мери од тла до највишег дела ваздухоплова, зависно од изведбе то може бити окомити или водоравни стабилизатор. Распон (1) (размах крила) (енгл. Wинг спан) је дужина која спаја врхове левог и десног крила. Код авиона с промењивом геометријом крила распон није стална величина. Површина крила ({\displaystyle m^{2}}) подразумева укупну површину левог и десног крила, а за поједино крило је једнака умношку размаха (удаљености врха крила од трупа) крила с просечном ширином крила.

## Погон ваздухоплова
За погон ваздухоплова се типично користе мотори с унутрашњим сагоревањем. Изузетно се користи и електрични погон на ваздухопловним моделима и неким експерименталним ваздухопловима без посаде.
Клипни мотори су били прво кориштени за погон ваздухоплова, а и данас су се задржали на многим мањим и спортским ваздухопловима. Као погонско гориво обично користе бензин, али се у задње време појављују у примени и дизелски мотори. У оба случаја кисеоник се узима из ваздуха у којем се налази ваздухоплов. Недостатак клипних мотора је да с висином, како опада густина ваздуха, опада и снага мотора.
Млазни и турбински мотори су се појавили током Другог светског рата. Начелно су та два мотора иста, разликују се у оптимизацији излазног дела. Млазни мотор кинетичку енергију врелог гаса највећим делом претвара у брзину гаса који затим испушта кроз млазник и према Њутновом закону акције и реакције производи потисну силу према напред. Турбински мотор већину енергије гаса претвара на излазној турбини у механичку енергију (окретање вратила), која се затим користи на пример за окретање погонског пропелера (код турбо-проп авиона) или ротора хеликоптера. Овај погон је популарнији од обичног млазног мотора, јер је гасна турбина ефикаснија него код млазног мотора. Међутим будући да и пропелери имају ограничења, постоји и комбиновани („турбо-вентилаторски”) погон, где је пропелер замењен импелером, односно вентилатором с многобројним крилцима смештеним у кратку цев. Тај погон користе савремени велики путнички авиони.
Ракетни мотор је посебна врста млазног мотора који ваздух не усисава из атмосфере, него кисеоник добија из посебног спремника. Ови мотори одликују се врло високим односом снаге и масе, али како осим горива морају да носе и масу кисеоника (или заменског хемијског једињења), ретко се користе у ваздухопловима. Своју примену налазе на ракетама и свемирским летелицама